# Epibidis brunnea
Epibidis brunnea är en insektsart som beskrevs av Fowler 1905. Epibidis brunnea ingår i släktet Epibidis och familjen sporrstritar. Inga underarter finns listade i Catalogue of Life.